# Moritz Renner (Musiker)
Moritz Renner (* 2001 in München) ist ein deutscher Jazzmusiker (Posaune, Komposition).

## Leben und Wirken
Renner stammt aus einer Musikerfamilie; sein Vater ist der Kirchenmusiker Thomas Renner. Mit 13 Jahren erfolgte der erste Posaunenunterricht bei Christofer Varner am Pestalozzi-Gymnasium München. Auf der Schule sammelte er erste Combo- und Bigband-Erfahrung. Mit 15 Jahren wurde er Mitglied im Landesjugendjazzorchester Bayern unter Leitung von Harald Rüschenbaum. Zwischen 2020 und 2022 gehörte er zum Bundesjazzorchester. Von 2019 bis 2022 studierte er Jazzposaune am Jazzcampus der Musikakademie Basel bei Adrian Mears, wo er mit dem Bachelor mit Höchstleistung abschloss. Zwischen 2022 und 2024 studierte er Komposition bei Guillermo Klein am Jazzcampus Basel.
Bereits während des Bachelorstudiums gründete Renner ein eigenes Quintett, mit dem nach der Single Motus (2019) das Debüt-Album A Given Meaning (2022) entstand und mit dem er beim LAG-Jazzpreis 2022 Rang 3 erreichte. Er spielt im Trio Renner mit seinem Bruder, dem Schlagzeuger Valentin Renner, und dem Bassisten Nils Kugelmann; in dieser Konstellation veröffentlichte er sein Debütalbum Never Ending Story. Weiterhin gehörte er zur Jazzrausch Bigband (Alle Jahre wieder), zum Christian Elsässer Jazz Orchestra, Sunday Night Orchestra und dem Song Yi Ensemble. Außerdem arbeitete er mit der WDR Big Band, Gregory Porter, Seamus Blake, Alex Sipiagin, New York Voices, Patti Austin, Tim Hagans, Adrian Mears, Matthieu Michel, Carlo Mombelli, Bastian Stein, Vanessa Mai, Roberto Blanco und Nachtblau von Dominik Hoyer. Zudem ist er auf den Alben Frica von Moritz Nepomuk und First Summit der FPS Big Band zu hören.

## Preise und Auszeichnungen
Renner wurde 2024 als „ein begnadeter Posaunist mit einem wunderschönen Sound und ein bereits reifer Komponist“ mit dem BMW Young Artist Jazz Award ausgezeichnet. Mit dem Renner Trio (mit Bruder Valentin und Tabea Kind) errang er im selben Jahr zudem den 1. Preis beim Biberacher Jazzpreis.